# 國會法令 (英國)
國會法令（英語：Act of Parliament）是由英國國會制定和通過的主體法例。國會法令源於光榮革命，是彰顯議會主權的最高法律，只能由國會自身推翻或廢除。
自從英國實行權力下放後，威爾斯議會、北愛爾蘭議會和蘇格蘭議會均可就各自的權力下放範圍內制訂和通過主體法例。這些立法機構均可就保留及列外事項以外的任何事務展開立法工作。雖然如此，英國國會法令始終保留最高法律的地位，並可以推翻所有地方議會制定的法律；但根據慣例，除非取得相關權力下放議會通過的同意立法動議（legislative consent motion），否則英國國會一般都不會動用這項權力。
一項法例未獲國會通過前稱為草案，獲國會通過成為法令後，便是成文法的一部份。